# Pachynoa thoosalis
Pachynoa thoosalis là một loài bướm đêm trong họ Crambidae.